# 约翰内斯·谷登堡
约翰内斯·根斯弗萊施·拉登·谷登堡（1397年—1468年2月3日），是西方世界第一位發明活字印刷術的人。虽然活字印刷术已经在东亚出现，但他的發明在西方世界引發了一次媒介革命，并被广泛认为是现代史上的最重要事件之一。其印刷術在歐洲迅速傳播，並被視為之後文藝復興和宗教改革、啟蒙時代、科学革命等运动中的重要角色，为现代知识经济和知识传播奠定物质性基础。
他發明的活字印刷機，標誌着活字印刷术首次在歐洲應用。他冶煉了一種十分實用的鋅、鉛和銻的合金來製作金屬活字，發明一種以油脂爲溶劑的墨水供其使用，以及一款使用类似农用螺旋压力机的木制印刷机。其发明的印刷机开创性地结合这些元素，成为一套非常实用的系统，能高效经济地批量印刷书籍。其主要成就——《谷登堡圣经》，享有極高的美學及技術價值之美名。

## 早年

16世纪的铜版画中的谷登堡

古騰堡出生於神聖羅馬帝國的諸侯國美因茨選侯國的中心城市美因茨的一个城市貴族和商人家庭。他原來的姓是根斯弗萊施，但按照當時的習慣，他將姓氏改成其主要住址的名稱（古騰堡府）。关于谷登堡的早期生活的记载很少。
1411年，美因茨发生反对贵族的起义，很多家庭被迫离开。谷登堡一家搬到了埃尔特菲莱，在那里有他母親继承的地产。根据历史学家海因里希·瓦勞（Heinrich Wallau），“关于他的少年时代，我们所知道的是在1430年他不在美因茨。据信他因为政治原因搬到了斯特拉斯堡，他们家在那里可能有一些亲戚关系。”谷登堡被认为在埃尔福特大学读过书，因为在那里有一个叫约翰内斯·德阿尔塔维拉（Johannes de Altavilla，Altavilla是埃尔特菲莱的拉丁文名字）的学生于1418年入学的记录。
在随后15年里，没有任何关于谷登堡的记录，直到1434年三月，一封他写的信表明他当时住在斯特拉斯堡。在1436-1437年，他的名字也出现在法庭记录中，是关于他对与一个斯特拉斯堡的女人的订婚表示毁约。没有记录显示是否他们已经结婚。在他父亲在1419年逝世后，他的名字出现在继承诉讼中。

## 印刷出版生涯
古騰堡從1434到1444年住在斯特拉斯堡，他在那開了家公司，做金工，製鏡，打磨宝石等技术工作。古騰堡与其学徒兼合伙人安德烈亞斯·特里岑（Andreas Dritzehn）和他的兄弟有过一起法律纠纷。特里岑兄弟为从谷登堡的发明分一杯羹而起诉谷登堡，希望得到谷登堡事先许诺的利润份额，谷登堡利用所签契约未盖章的漏洞，机智地打赢了这场官司。这次诉讼记录显示谷登堡实验过利用螺旋压机印刷。
1439年他从斯特拉斯堡的修道院贷款，為去亞琛朝聖做了許多金屬鏡子，但由於在亞琛爆發鼠疫，這次朝聖被推遲到1440年。他的客戶覺得他們受了古騰堡的欺騙，因此雙方打到了法庭上。谷登堡大约在1440年左右有了活字印刷的想法。
他在斯特拉斯堡鑄鏡子的經驗也為他的發明提供了良好的條件。他研究出了特別的作為字母的合金和鑄造法。用這個方法他建立了一套字母庫，用此他印刷了他著名的《古騰堡聖經》和其他一些書記和文件。
1448年，为奔母丧和料理自家久已荒芜的庭园，谷登堡回到美因茨。返回后他借钱开办了一个印刷厂，当时他已因为印刷纸牌而很熟悉雕板印刷。1450年后，他從一個當地商人約翰尼斯·福斯特那裏借了一筆高利贷來开办一个活字印刷厂。福斯特的女婿彼得·舍費爾也加入了这个工厂。在这里，印刷出了举世闻名的谷登堡圣经。
谷腾堡当年印刷了哪些其他作品，今天已很难考证。作为现存西方第一部完整的印刷书籍的四十二行本《圣经》（即谷登堡圣经）使他流芳百世。这本圣经是世界印刷史上的杰作。有西文善本研究者评论道：“一部谷腾堡《圣经》或莎士比亚第一对折本，其价值足以装备一个现代化的图书馆。”流传至今的谷腾堡印刷的其他作品有三十一行版圣经和十行版“赎罪券”。

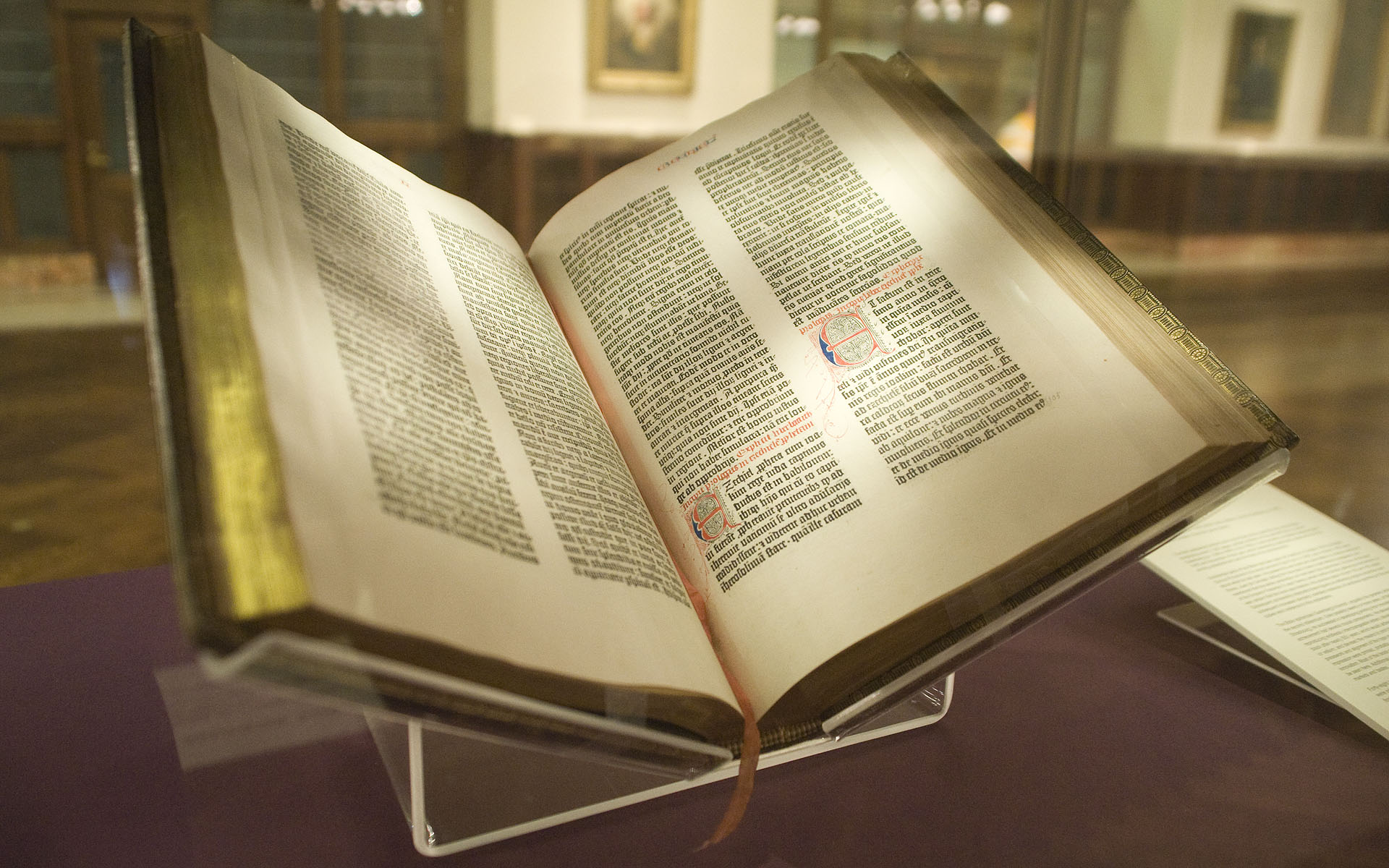
古騰堡聖經

谷登堡圣经的印刷准备工作从1450年就开始，至1455年全部印成。关于这版圣经最可靠的信息来自于一封后来的庇護二世写于1455年的信。他在信中夸赞了该书的印刷品質。该版圣经共两卷，合1282页，每页42行，因此被称为42行圣经。这套圣经的印制是谷腾堡在约20个助手的帮助下完成的，用到了290多个不同的字模。书中彩色的边饰和符号系由后人添加。谷登堡圣经印刷精美，在美感上可直追费时费力的手抄书籍。一本谷登堡圣经在当时的售价大约相当于一个普通职员3年的工资，但远比手抄圣经便宜；手抄圣经一般要花费1年时间制作，品质保障却不够。谷登堡圣经在西方标志着广泛传播知识、传播科学的新时代的来临。谷登堡圣经当时仅印制约180部，其中约150部印在纸上，另约30部则用更加贵重的上等皮纸印刷而成。在现存的48部谷腾堡《圣经》中有印刷本12套，分布在德、比、法、奥、日、梵蒂冈、丹麦等国。
1456年，他与福斯特發生分歧，导致最终双方合作破裂。法庭将整个印刷厂，包括正在印刷的谷登堡圣经都判给福斯特。好在天无绝人之路，根据出于保护主义的法律规定，这些印刷机不能卖到美因茨范围外。他才得以在友人康拉德·休姆利（Konrad Humery）博士经济援助下，赎回了部分原有器械，新建了一座印刷所。福斯特雇用了瑟法做印刷廠的主持人，瑟法使得他的印刷廠成為第一家商業的盈利的印刷廠。

## 晚年
1462年，美因茨在两位大主教的冲突中被大主教拿骚的阿道夫二世洗劫。他被流放，其印刷厂的工人也流落各地，使得他的活字印刷术在西欧广泛传播。到1463年，很多城市（如斯特拉斯堡、科隆、纽伦堡、奥格斯堡等）都出现了使用活字印刷的印刷厂。年事已高的他搬迁到了莱茵河畔埃尔特菲莱。在那里，他可能为伯恩騰門兹（Bechtermünze）创建并管理了一个新印刷厂。
1465年，谷登堡因为其成就被大主教授予宫廷侍臣（Hofmann）的称号。这个职位给他带来了丰厚的收入。他可能在此时返回了美因茨。
他死于1468年，葬于美因茨的方济会教堂。该教堂及其墓地后来被毁，所以现在无法找到古登堡的坟墓。
1504年，他在伊沃·維蒂希（lvo Wittig）教授的一本书中被认为是字体排印的发明人。直到1567年，他的第一幅肖像出现在海因里希·潘塔萊昂（Heinrich Pantaleon）的有关德国名人传记的书中。这幅肖像被认为是依据想像创作的，现今所见到的各种古騰堡的像都不是按他的像貌畫的。

## 影响

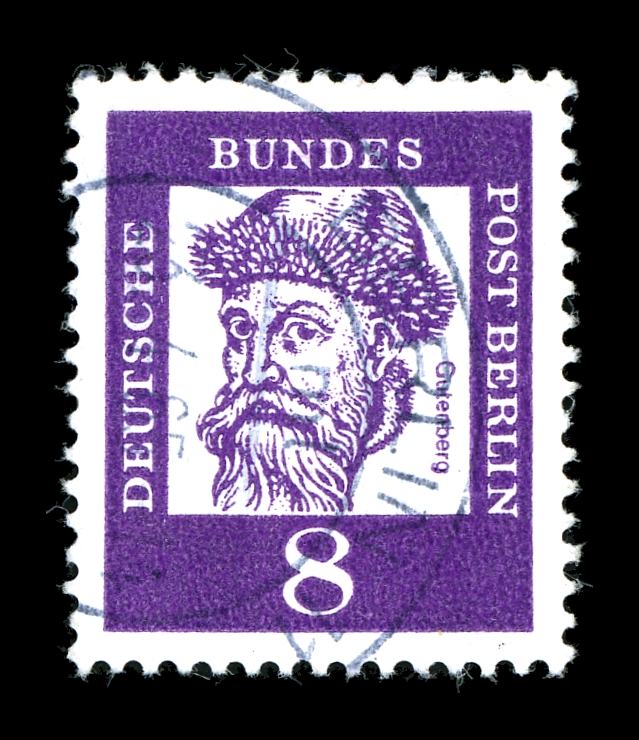
德國發行的J.古騰堡郵票

古騰堡的印刷術使得印刷品價格大降，速率也大大提高，印刷量因此增加。其發明在歐洲非常快地普及，為現代的印刷奠定了基礎。發明後50年內用這種新技術就已經印刷了三萬種印刷物，超1200萬份印刷品。它使得歐洲的文盲大量減少(文字決定其掃盲難度遠低於中國)。因为谷登堡印刷术的发明推动了文艺复兴、宗教改革、啟蒙時代、科学革命等大事件，維克多·雨果稱之為世界上最伟大的發明。
法国漢學家安田朴宣称西方活字印刷術來源於中國。写过《中國文化西傳歐洲史》一书。（商務印書館2000年7月出版）但其观点并不为国际学术界公认。国际学术界一般认为，虽然时间上略晚于中国（畢昇的泥陶活字印刷技術比古騰堡早三個世紀，即北宋熙寧二年，公元1104年），但西方的活字印刷为独立发明，后世所用活字印刷的直接源头为谷登堡的活字印刷。目前并无文物证据证明中国活字印刷曾传入欧洲，东西交流必经之地的阿拉伯国家并未发现中国活字印刷西传的文物。